# 무주산골영화제
무주산골영화제는 전북특별자치도 무주군에서 개최되는 영화제이다.

## 심볼,로고
'산'은 뾰족한 이미지이지만 '산골'이 주는 어감은 모나지 않고 둥글둥글하다. 이 '산골'이라는 이름에 착인하여 둥글고 따뜻한 느낌을 표현했다. 또한 나무 하나 하나가 모여 숲을 이루듯 둥글고 부드러운 원기둥 모듈 하나하나를 조각 맞추기처럼 형상화했다.

## 시상 내역

### 뉴비전상 (대상)
한국장편영화경쟁부문인 ‘창’ 섹션에서 상영되는 9편의 영화 중 한국영화의 미학적 지평을 넓히고,
새로운 시선과 도전적인 방식으로 자신의 영화적 비전을 보여준 최우수 영화에 상금 1,000만 원을 수여한다.

### 나봄상 (감독상)
한국장편영화경쟁부문인 ‘창’ 섹션에서 상영되는 10편의 영화 중에서 감독 자신만의 확고하고 개성 있는 영화언어를 통해 한국영화의 지평을 확장하고 새로운 가능성을 보여준 영화의 감독에게 상금 500만 원을 수여한다.

### 영화평론가상
한국장편영화경쟁부문인 ‘창’ 섹션에 상영되는 10편의 영화 중 영화평론가 3인으로 구성된 심사위원이 선정한 최우수 영화에 상금 300만 원을 수여한다. 3인의 평론가는 영화제 이후 수상작 1편을 포함한 각 1편의 영화를 선정하여, 영화비평을 작성하고, 그 비평들은 영화제 홈페이지 또는 다른 매체를 통해 공개된다.

### 무주관객상
한국장편영화경쟁부문인 ‘창’ 섹션에 상영되는 10편의 영화 중, 영화제를 찾은 관객 투표를 통해 관객으로부터 가장 많은 사랑을 받은 영화를 선정하여 상금 200만 원을 수여한다.

## 역대수상정보
| 2020년 제 8회 수상작 | 남매의 여름밤 - 윤단비 수상                              |
| 2019년 제 7회 수상작 | 작은 빛 - 조민재 수상                                    |
| 2018년 제 6회 수상작 | 죄 많은 소녀 - 김의석 수상                               |
| 2017년 제 5회 수상작 | 밤섬해적단 서울불바다 - 정윤석 수상 / 재꽃 - 박석영 수상 |
| 2016년 제 4회 수상작 | 소년, 달리다 - 강석필 수상                               |
| 2015년 제 3회 수상작 | 한여름의 판타지아 - 장건재 수상                          |
| 2014년 제 2회 수상작 | 14년 제 2회 수상                                         |
| 2013년 제 1회 수상작 | 춤추는 숲 - 강석필 수상 / 수련 - 김이창 수상             |

| 2020년 제 8회 수상작 | 증발 - 김성민 수상 |

| 2016년 제 4회 수상작 | 델타 보이즈 - 고봉수 수상          |
| 2014년 제 2회 수상작 | 이것이 우리의 끝이다 - 김경묵 수상 |

| 2018년 제 6회 수상작 | 초현실 - 김응수 수상            |
| 2017년 제 5회 수상작 | 아기와 나 - 손태겸 수상         |
| 2016년 제 4회 수상작 | 델타 보이즈 - 고봉수 수상       |
| 2015년 제 3회 수상작 | 한여름의 판타지아 - 장건재 수상 |
| 2014년 제 2회 수상작 | 논픽션 다이어리 - 정윤석 수상   |
| 2013년 제 1회 수상작 | 아버지의 이메일 - 홍재희 수상   |

| 2020년 제 8회 수상작 | 에듀케이션 - 김덕중 수상 |
| 2019년 제 7회 수상작 | 작은빛 - 조민재 수상     |

| 2019년 제 7회 수상작 | 김군 - 강상우 수상            |
| 2018년 제 6회 수상작 | 살아남은 아이 - 신동석 수상   |
| 2017년 제 5회 수상작 | 공동정범 - 이혁상 외 1명 수상 |
| 2016년 제 4회 수상작 | 스틸 플라워 - 박석영 수상     |
| 2015년 제 3회 수상작 | 위로공단 - 임흥순 수상        |

## 프로그램
창窓, 판 場, 락 樂, 숲 林, 길 路

### 산골콘서트
개막식 공연부터 시작하여 축제 기간 동안 유명 가수들과 인디밴드들의 콘서트,
배우들과 감독들의 인터뷰 토크, 폐막식 공연까지 다채로운 공연들 포진.

넥스트액터
무주산골영화제는 2019년 한국영화를 이끌어갈 차세대 배우 1인을 선정해 집중 조명하는 배우 특집 프로그램 ‘넥스트 액터 NEXT ACTOR’를 처음으로 선보였다.
다양한 관객과 소통하면서도 영화제로서의 전문성을 강화하기 위해서였다. 백은하 배우연구소와 공동으로 기획/진행하는 본 프로그램은 자기만의 확실한 개성을 가지고 있으면서도 앞으로가 더욱 기대되는 잠재력 높은 배우 한 명을 매년 선정해 그의 연기세계를 입체적이고 집중적으로 조명한다.
단순한 배우의 스타성을 활용하는 프로그램이 아니라 스타로서의 배우보다 전문 직업인으로서의 배우의 가치, 배우가 보여주는 예술로서의 연기, 그 연기에 담긴 의미, 그리고 배우와 연기의 상관관계에 대해 다시 생각하게 하는 프로그램이다.
2019년엔 배우 박정민이, 2020년엔 배우 고아성이 넥스트액터의 주인공으로 선정되었다.

### 산골책방
무주산골영화제 관객에게 책과 휴식의 공간을 제공하는 ‘산골 책방’

### 산골소풍
무주산골영화제는 올해 영화제를 비롯해 무주를 즐기러 온 여행객들과 가족 관객들을 위하여, 무주에서만 경험할 수 있는 ‘무주 반딧불이 신비탐사’를 무주군과 함께 산골소풍으로 준비. 반딧불이 신비탐사는 자연 속 서식지에서 직접 반딧불이의 반짝임과 생태환경을 관찰해 볼 수 있는 프로그램으로, 자연의 소중함과 생명의 귀중함을 일깨우고 어린이에게 꿈과 희망의 불빛을 성인에게는 옛 고향의 정취를 안겨주는 소중한 추억을 선사할 것.

### 산골공방
산골공방 체험 공간을 특별히 마련하여 가족 관객들이 현장에서 자연과 더 가까이하며 프로그램을 직접 체험하고 즐길 수 있도록 함.

## 상영관 및 행사장
9개의 실내/야외상영관
- 실내상영관(5개소) : 무주예체문화관 다목적홀, 무주산골영화관 2개관, 무주전통문화의 집, 무주전통생활문화체험관
- 야외상영관(3개소) : 무주등나무운동장, 무주등나무운동장 옆 지남공원, 덕유산국립공원 대집회장
- 이동상영관(1개소) : 향로산 자연휴양림

## 주최
무주산골영화제 조직위원회

## 주관
무주산골영화제 집행위원회, (재)무주산골문화재단